# 曾超
曾超（1993年1月23日 - ）は、中華人民共和国・梅州市出身のサッカー選手。中国サッカー・スーパーリーグ・広州富力所属。ポジションはフォワード。

## クラブ歴
2005年、山東魯能泰山足球倶楽部のユースでサッカーを始める。この時の同期に劉彬彬がいる。2011年から2012年にかけては中国サッカー・乙級リーグの山東省男子隊にレンタル移籍した。2014年、中国サッカー・甲級リーグの広東日之泉足球倶楽部にレンタル移籍、14試合に出場し2得点をあげた。2015年夏に広州富力足球倶楽部のトップチームに昇格、2016年4月23日の江蘇蘇寧足球倶楽部戦の80分に唐淼に代えて出場し、スーパーリーグ初出場となった。

## 所属クラブ
ユース経歴
- 2005年 - 2013年  山東魯能泰山足球倶楽部
- 2014年 - 2015年  広州富力足球倶楽部

プロ経歴
- - 2011年 - 2012年 → 山東省男子隊 (期限付き移籍)
  - 2014年          → 広東日之泉足球倶楽部 (期限付き移籍)
- 2015年 -         広州富力足球倶楽部